# کولاکوفکا
کولاکوفکا (به لاتین: Kulakovka) یک منطقهٔ مسکونی در روسیه است که در استان آستراخان واقع شده‌است.